# Junkers

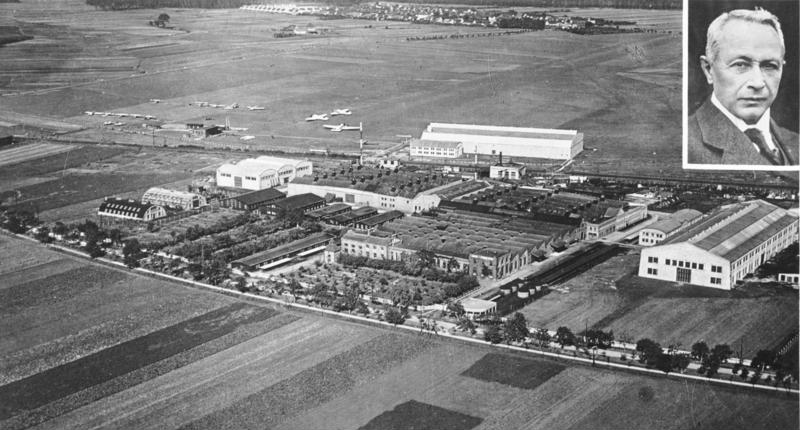
A fábrica da Junkers em Dessau, em 1928.

A Junkers & Co. foi uma empresa alemã fabricante de aviões fundada por Hugo Junkers, bastante conhecida por seus aviões utilizados pela Luftwaffe na Segunda Guerra Mundial, principalmente pelos Ju 87 Stuka e Ju 52.

## História
Em 1915, Hugo Junkers desenvolveu o primeiro avião feito completamente em metal, o Junkers J1.

### Segunda Guerra Mundial
A produção de aviões militares foi iniciada pela empresa em 1930 e, eventualmente, monopolizou todos os seus recursos. Talvez o projeto mais notável foi o Junkers Ju 87 Stuka, um bombardeiro de mergulho, uma das armas mais eficazes da Luftwaffe no período inicial da guerra, que foram continuamente utilizados para bombardear ataques como parte integrante da estratégia Blitzkrieg.
O Stuka era usado tanto para bombardeio de precisão tático e o bombardeio de posições inimigas, atuando como uma espécie de "artilharia transportada por via aérea", que foi capaz de manter-se com os tanques em ataques velozes antes da tradicional artilharia ser posta em faixa .
Talvez, ainda bem mais sucedido, foi o Junkers Ju 88, o principal bombardeiro médio das forças alemãs. Foi utilizado em praticamente todos os papéis imagináveis; bombardeiro de nível, bombardeiro de mergulho, caça noturno, e bombardeiro destruidor, bem como em ataques antitransporte. Uma variedade de versões melhoradas também foram produzidos durante o curso da guerra, incluindo o Ju 188 e Ju 388 que incluiu inúmeros recursos para um melhor desempenho, mas nunca substituiu o Ju 88. Uma aeronave muito mais formidável também foi planejada, o Junkers Ju 288, mas os necessários motores de alta potência nunca funcionou corretamente em testes, acabou por ser abandonado.
O Ju 52  era uma aeronave de transporte, mais ou menos equivalente ao dos Aliados, o DC-3 Dakota, que também foi modificado para realizar bombardeios. Um total de 4.845 Ju 52 foram produzidos antes e durante a Segunda Guerra Mundial, levando ao uso generalizado a entregar homens e suprimentos em apoio ao esforço de guerra alemã.
O Ju 52 tinha sido empregado na Guerra Civil Espanhola, onde participou da Legião Condor, em ataques destrutivos em Durango e Guernica, em 1937, que ilustrou para o mundo, pela primeira vez, o potencial destrutivo e horror do bombardeio estratégico, mas na Segunda Guerra Mundial, o Ju 52 era um projeto militar completamente obsoleto e ultrapassado.

### Após a guerra
A Junkers sobreviveu à Segunda Guerra Mundial e foi reconstituída como Junkers GmbH e, eventualmente, em 1958, incorporada ao consórcio Messerschmitt-Bölkow-Blohm (MMB).
Durante alguns anos, a empresa se envolveu em pesquisas sobre veículos espaciais, até ser absorvida pela Messerschmitt-Bölkow-Blohm em 1969. O consórcio Messerschmitt-Bölkow-Blohm foi encorporado à EADS em 1989.

## Aviões
- Junkers C-79
- Junkers CL.I
- Junkers D.I
- Junkers EF 61
- Junkers F.13
- Junkers G.38
- Junkers J1
- Junkers Ju 52 Tante Ju
- Junkers Ju 53
- Junkers Ju 86
- Junkers Ju 87 Stuka
- Junkers Ju 88
- Junkers Ju 89
- Junkers Ju 90
- Junkers Ju 188 Rächer
- Junkers Ju 248
- Junkers Ju 252
- Junkers Ju 287
- Junkers Ju 288
- Junkers Ju 290
- Junkers Ju 352 Herkules
- Junkers Ju 388 Störtebeker
- Junkers Ju 390
- Junkers Ju 488
- Junkers W34

## Motores
- Junkers Jumo 204 a 208 (a versão Jumo 209 não foi além do projeto)
- Junkers Jumo 210
- Junkers Jumo 211
- Junkers Jumo 213
- Junkers Jumo 222
- Junkers Jumo 004